# Angoche (distrito)
Angoche é um distrito da província de Nampula, em Moçambique, com sede na cidade de Angoche. Tem limite, a norte com o distrito de Mogincual, a noroeste com o distrito de Mogovolas, a sudoeste com o distrito de Moma e a este com o Oceano Índico. 

## Demografia
Em 2007, o Censo indicou uma população de 276 471 residentes. Com uma área de 2986  km², a densidade populacional rondava os 92,59 habitantes por km².
De acordo com o Censo de 1997, o distrito, incluindo a cidade de Angoche, tinha 228 526 habitantes, daqui resultando uma densidade populacional de 76,5 habitantes por km². 

## Divisão administrativa
O distrito está dividido em quatro postos administrativos: Angoche, Aube, Boila-Nametoria e Namaponda. Estes postos são, por sua vez, compostos pelas seguintes localidades:
- Posto Administrativo de Angoche:
  - Angoche
- Posto Administrativo de Aube:
  - Aube
  - Catambo
- Posto Administrativo de Boila-Nametoria:
  - Boila
  - Nabruma
  - Malapa
- Posto Administrativo de Namaponda:
  - Namaponda

De notar que em 1998 a cidade de Angoche, até então uma divisão administrativa a nível de posto administrativo, foi elevada à categoria de município.